# Füredi Zoltán (antropológus)
Füredi Zoltán (Budapest, 1968. október 4.) vizuális és kulturális antropológus, orientalista, dokumentumfilm készítő és terjesztő valamint barlangkutató, barlangi túravezető. A Palantír Film Vizuális Antropológiai Alapítvány elnöke.

## Életrajza
Az ELTE Bölcsészettudományi Karán szerzett kulturális antropológia (1998) és mongol filológia (2003) diplomát, valamint az ELTE Természettudományi Karán videó szerkesztő posztgraduális diplomát (1999). 2018-tól az ELTE BTK Nyelvtudományi doktori iskola Mongolisztika doktori programjának hallgatója.

### Vizuális antropológus és dokumentumfilmesként
Fő érdeklődési területei: antropológiai filmkészítés, dokumentumfilm módszertan, rítusok és az identitás összefüggései, kisközösségek életvilágai, valamint a dokumentumfilmek társadalmi használata. Első dokumentumfilmes munkáit az ELTE Kulturális Antropológia Tanszékén Boglár Lajos és Tari János tanítványaként készítette. AZ ELTE Videokommunikáció szakán Péterffy András volt a mentora. Filmjeiben a valósághoz való ragaszkodás, a filmezés során kialakuló szituációk közvetlen megfigyelése és rögzítése, a forgatás aktusának leleplezése, a szereplő - filmkészítő - filmnéző kapcsolatának közvetlenségére és őszinteségére való törekvés jellemző.
1995 és 2005 között az ELTE Kulturális Antropológiai Tanszékén oktatott vizuális antropológia - videó, illetve az antropológiai film módszertana tárgyakat.

### Filmterjesztőként
A 90-es évektől egyik meghatározó kezdeményezője az antropológiai filmezés magyarországi megismertetésének, az antropológiai film fogalmának hazai meghonosításának és az antropológiai filmek oktatásban, társadalmi nevelésben való használatának. A 2000-ben létrehozott Palantír Film Vizuális Antropológiai Alapítvány keretei között, feleségével, Komlósi Orsolyával együtt számos filmfesztivál, filmszakmai esemény, konferencia, filmterjesztési és filmfejlesztési projekt elindítója, a DocuArt Filmgyűjtemény és az Idegenek a kertemben filmgyűjtemény kezdeményezője, az első magyar dokumentumfilmes mozi, a DocuArt alapítója.
- 2002-2010 Dialektus Fesztivál, Európai Antropológiai Filmfesztivál (alapító igazgató)
- 2002-től DocuArt Filmgyűjtemény
- 2004 Utazó Dialektus Fesztivál és Konferencia, Szeged
- 2004 Mennyit bír a celluloid? – konferencia és filmszemle
- 2005 "A mozgókép ereje" - Vándormozi konferencia
- 2008-2018 DocuArt mozi üzemeltetése
- 2009-2010 Doku-kritikusi workshop
- 2009-2013 Idegenek a kertemben.- online integrációs filmgyűjtemény és oktatási anyagok létrehozása
- 2010 myDEER Nemzetközi dokumentumfilm fejlesztési workshop
- 2010 Szegénység arcai filmfesztivál
- 2011 Bokréta és biciklilánc. Néprajzi filmfesztivál
- 2011 Önkéntesség arcai filmfesztivál Archiválva 2020. január 14-i dátummal a Wayback Machine-ben
- 2012 Idegenek a kertemben projektfejlesztési workshop
- 2014 Oktass filmmel! - workshop pedagógusoknak
- 2014 Idegenek a kertemben filmturné
- 2014 Világpark, Népek hagyományos sportjátékai fesztivál
- 2015 Vizuális kommunikációs képzés női érdekérvényesítő civil szervezetek számára
- 2015-től Taiwan Dox, Tajvani Dokumentumfilm Napok

### Mongolistaként
Érdeklődésének fókuszában a hagyományos nomád életmód, a természettel és a természetfelettivel való kapcsolat, az alkalmazkodási stratégiák és az identitásreprezentációk állnak, Első mongóliai terepmunkáit Kara György majd Birtalan Ágnes irányítása alatt, az egyetemi évek alatt végezte az ELTE Belső-ázsiai Tanszékén. 1993-ban, 2003-ban, majd 2008-ban az észak-mongóliai Khövsgöl megyében végzett terepmunkát: a Beltes folyó völgyében élő darhatok életmódjának rendszerváltás utáni átalakulását vizsgálta. 1996-tól követi több ulánbátori mongol család életét és folyamatos mozgását Mongólia és Magyarország viszonylatában. 2016-tól foglalkozik a hagyományos mongol birkabokacsont lövészet és más sagaj játékok kutatásával. 2018-tól az ELTE BTK Nyelvtudományi doktori iskola Mongolisztika doktori programjának hallgatója. Kutatási területe a rítusok, hagyományőrzés és identitás az Európában élő mongolok körében.
Mongóliát és a mongol kultúrát népszerűsítő rendezvényeket szervez. Aktív szerepet vállal a 2014-től jogi személyiség nélkül működő Magyar - Mongol Baráti Társaság vezetésében. 2000-től utazásszervezőként és túravezetőként többször kalauzolt turistákat Mongóliában.

## Tagságok, társadalmi szerepvállalás
- Magyar Kulturális Antropológiai Társaság – alelnök 2012-2016, 2017-től választmányi tag
- Magyar Filmművészek Szövetsége, Dokumentumfilm Szakosztály – elnökségi tag 2005-2008
- Dokumentumfilm Rendezők Klubja – tag 2009-től
- Magyar - Mongol Baráti Társaság - 2014-től a jogi személyiség nélküli társaság vezetője
- Magyar Karszt- és Barlangkutató Társulat – elnökségi tag 2016-tól

## Publikációk

### Tanulmányok
- A média szerepe a rítusok életében – esettanulmányok. In Menyeruwa. Tanulmányok Boglár Lajos 70. születésnapjára. Szimbiózis 8. A kulturális Antropológiai Tanszék Évkönyve, Budapest, 1999. p. 327-344.
- A mohácsi busójárással foglalkozó filmek hatásvizsgálata. In Dialektus Fesztivál 2002 – Filmkatalógus és vizuális antropológiai írások. Palantír Film Vizuális Antropológiai Alapítvány, Budapest, p. 122-126.
- Busójárás, az élő rítus. In: Rítus és ünnep az ezredfordulón. Szerk. Pócs Éva. L'Harmattan – Marcali Város Helytörténeti Múzeuma 2002. p. 315-158.
- Ungheria – Il Carnevale di Buso (Funzione e tradizione). In Sardegna Mediterranea 8. Oliena, 2000. p. 57-62.
- Idegenek a kertemben. Néprajzi, antropológiai filmek Magyarországon. In Varga Balázs (szerk.), Magyar dokumentumfilm a rendszerváltás után. Metropolis 8/2, Kosztolányi Dezső Kávéház Kulturális Alapítvány, 2004, p. 94–107.

### Szerkesztés
- Füredi Zoltán – Gergely István – Komlósi Orsolya (szerk.): Dialëktus Fesztivál 2002 – Filmkatalógus és vizuális antropológiai írások. Palantír Film Vizuális Antropológiai Alapítvány, Budapest, 2002, p. 140.
- Füredi Zoltán – Halmos Ádám (szerk.): A valóság filmjei – Tanulmányok az antropológiai filmről és filmkatalógus – Dialëktus Fesztivál 2004. Palantír Film Vizuális Antropológiai Alapítvány, Budapest, 2004. p. 156.

### Weboldalak, blogok, közösségi média
- http://palantirfilm.hu/ - a vezetése alatt működő alapítvány weboldala (egyben a filmszakmai tevékenységek gyűjtő oldala)
- https://mongolfilm.blog.hu/ - mongol filmek katalógusa
- https://sagajklub.blog.hu/ - a hagyományos mongol birkabokacsont játékok weboldala
- https://www.facebook.com/NomadicStudies/ - a hagyományos mongol sztyeppei kultúra Facebook oldala
- https://www.facebook.com/groups/373136529539089/ - a jogi személyiség nélküli Magyar - Mongol Baráti Társaság Facebook csoportja
- https://www.facebook.com/Kalandok.Mongoliaban/ - mongóliai utazások Facebook oldala
- https://barlangaszat.blog.hu/ - a Magyar Karszt- és Barlangkutat Társulat hivatalos blogja

## Filmjei
- Vágatlanul / Rushes (1992, 13 perc) - Göttingen Ethnographical Film Festival 1994
- Busók / Busós (1993, 43 perc)
- Villanegyed / Exclusive suburb (1997, 56 perc) - M1; OFF Festivál 1998 – fődíj, Göttingen Ethnographical Film Festival 1994 (De) – diákfilm díj, ASTRA Festival – Sibiu (Ro)
- Kemse a Király! / Kemse the King! (1998, 36 perc) - M1; Független Film és Video Fesztivál 2002 – különdíj
- Szia Nagyi, jól vagyunk! / Hi Granny! We're all fine. (1999, 16 perc) - OFF Festivál 2000 – fődíj
- A Főbusu / The Lord of the Masks (2001, 55 perc) - DunaTV, HírTV
- Dondog bácsi látogatása Kis Mongóliában / Little Mongolia (2001, 46 perc)
- Északföld / Northlands (2002, 62 perc) - M2, DunaTV, HírTV; Magyar Filmszemle 2002  Rendező-operatőri díj, MADE különdíj, Jihlava Festival (Cz), GoEAST Festival – Wiesbaden (De), ASTRA Festival – Sibiu (Ro) – különdíj, Tartu Festival (Ee)
- Magyar génmesék / Hungarian Gene-Tales (2002, 55 perc) - Független Film és Videó Fesztivál 2002 – különdíj
- Villanegyed II. - Hazatérés / Exclusive suburb II. - Back to Home (2003, 52 perc)
- A hagyaték / The Legacy (2004, 90 perc) – M2, HírTV; Független Film és Videó Fesztivál 2004 – különdíj, Tartu Festival (Ee)
- Relatív gyorshajtás / Virtual Speeding (2005, 28 perc)
- T’aves bahtalo! / T’aves bahtalo! (2005, 57 perc)
- A domb népe / People of the Hill (2005, 55 perc)
- Nem mindennapi hősnő / My Mongolian Mum (2006, 74 perc)
- Tranzit / Transit (2006, 28 perc)
- Mr. Acélbalta / Mr. Steel Axe  (2007-2012, 70 perc)
- Világpark / Word Park (2014, 56 perc)
- Nőügyek / Mute Cases (2016, 40 perc)
- Rudapithecus Hungaricus (2017, 20 perc)